# Saison 1993 de l'équipe cycliste Chazal-Vetta
La saison 1993 de l'équipe cycliste Chazal-Vetta est la deuxième de cette équipe, lancée en 1992 et dirigée par Vincent Lavenu.

## Coureurs et encadrement technique

### Effectif
L'équipe est composée de 15 coureurs et 3 stagiaires,,.
Robert Forest est victime d'un accident de voiture au mois de mai 1992. Plongé un temps dans de coma, il mettra du temps à se remettre de ses blessures et ne pourra pas reprendre la compétition cycliste. Il est néanmoins conservé dans l'effectif de l'équipe en 1993.
| Cycliste             | Date de naissance | Nationalité | Équipe 1992                              |
| -------------------- | ----------------- | ----------- | ---------------------------------------- |
| Laurent Biondi       | 19 juin 1959      | France      | Chazal-Vanille et Mûre                   |
| Jean-Pierre Bourgeot | 25 novembre 1968  | France      | AS Corbeil-Essonnes (équipe amateur)     |
| Éric Caritoux        | 16 août 1960      | France      | RMO                                      |
| Pascal Chanteur      | 9 février 1968    | France      | US Créteil (équipe amateur)              |
| Christian Chaubet    | 19 juillet 1961   | France      | Chazal-Vanille et Mûre                   |
| Jean-Pierre Delphis  | 12 janvier 1969   | France      | Chazal-Vanille et Mûre                   |
| Patrice Esnault      | 12 juin 1961      | France      | Chazal-Vanille et Mûre                   |
| Robert Forest        | 18 novembre 1961  | France      | Chazal-Vanille et Mûre                   |
| René Foucachon       | 6 janvier 1966    | France      | Eurotel-Samro                            |
| Luigi Furlan         | 22 juin 1963      | Italie      | Chazal-Vanille et Mûre                   |
| Gérard Guazzini      | 11 septembre 1966 | France      | Chazal-Vanille et Mûre                   |
| Jaan Kirsipuu        | 17 juillet 1969   | Estonie     | AC Boulogne-Billancourt (équipe amateur) |
| Oleg Kozlitine       | 22 septembre 1969 | Kazakhstan  | VC St-Quentin (équipe amateur)           |
| Franck Pineau        | 27 mars 1963      | France      | Chazal-Vanille et Mûre                   |
| Mauro Ribeiro        | 19 juillet 1964   | Brésil      | RMO                                      |
| Stagiaire            | Date de naissance | Nationalité | Équipe 1993                              |
| Gilles Bouvard       | 30 octobre 1969   | France      | VC Lyon-Vaulx-en-Velin (équipe amateur)  |
| Dominique Bozzi      | 3 juillet 1971    | France      | US Créteil (équipe amateur)              |
| Jimmy Delbove        | 7 octobre 1968    | France      | CM Aubervilliers (équipe amateur)        |

### Encadrement
L'équipe est dirigée par Vincent Lavenu, Guy Brunot et Dominique Garde.

## Bilan de la saison

### Victoires
L'équipe remporte 10 victoires,,.
| Date       | Course                                  | Pays   | Classe | Vainqueur       |
| ---------- | --------------------------------------- | ------ | ------ | --------------- |
| 13/04/1993 | Paris-Camembert                         | France | 1.3    | Oleg Kozlitine  |
| 06/05/1993 | 3e étape des Quatre Jours de Dunkerque  | France | 2.1    | Jaan Kirsipuu   |
| 1993       | 1re étape A des Quatre Jours de l'Aisne | France | Open   | Jaan Kirsipuu   |
| 1993       | 1re étape B des Quatre Jours de l'Aisne | France | Open   | Jaan Kirsipuu   |
| 1993       | 4e étape A des Quatre Jours de l'Aisne  | France | Open   | Oleg Kozlitine  |
| 1993       | 5e étape des Quatre Jours de l'Aisne    | France | Open   | Jaan Kirsipuu   |
| 1993       | 2e étape du Tour de l'Ain               | France | ?      | Eric Caritoux   |
| 29/08/1993 | 5e étape du Tour du Poitou-Charentes    | France | Open   | Pascal Chanteur |
| 11/09/1993 | 4e étape Tour de l'Avenir               | France | Open   | Jaan Kirsipuu   |
| 19/09/1993 | Grand Prix d'Isbergues                  | France | 1.2    | Jaan Kirsipuu   |